# Feinsilber Róbert
Feinsilber Róbert, gyakori becenevén Róbert bácsi (Jemen, 1865 – Bécs, 1957) az 1920-as évek nyomorral sújtott Budapestjén ételt osztogató kalandor.

## Gyermekkora
Családja, egy jemeni zsidó család, amikor Jemenben fellángoltak a zsidók életét veszélyeztető támadások, Jaffába menekült. A csónakban, mellyel a Jaffába induló gőzhajóhoz eveztek, az akkor tizenkét éves anyja – akinek férje akkor töltötte be a tizenharmadik életévét – szülte meg a kis Róbertet. A török fennhatóságú Jaffából családja, a nagyszülőkkel együtt – akik, miként a jemeni zsidók többsége, kitűnő arany- és ezüstművesek voltak – Hollandiába ment. Ott vették fel a foglalkozásuknak megfelelőbb új családi nevüket, az apa családja a Feinsilber, az anya családja a Feingold nevet.

## Budapesti működése
Az első világháború előtt Galíciából érkezett Budapestre. Az 1910-es években Szimon István rendőrfőkapitány alkalmazta a budapesti kapitányságon Feinsilber Róbertet. Az ő szobájába vezették a konstáblerek azokat az öngyilkosjelölteket, akiket a „madaras hídról”, a Ferenc József híd turuljáról szedtek le, azért hogy lebeszélje őket végezetes tettükről.
A húszas évek második felében meleg teát osztott és éjjeli menedékhelyet tartott fenn. Később gazdag embereket, cégeket, bankokat keresett fel, adományt gyűjtött. Ingyenkonyháján a Kálvin téren, a Kálvária téren, a Haller téri szegénypiacon – később a Városligetben, majd az Almássy téren – ingyenebédet osztott az éhezőknek, naponta 200-300 adag levest. Nagy népszerűségnek örvendett, tekintélyes támogatói voltak, akik a hatóságok esetleges fellépéseitől is megvédték.
Azonban, amikor már egy évtizede működtek Róbert bácsi konyhái és neve fogalommá vált, kiderült, hogy a gazdagoktól gyűjtött élelem és ruházat jobb részét a szegények sohasem látták. Az összegyűjtött pénzek nagy részét is elsikkasztotta Róbert bácsi, aki a pénzből Bécsben két házat vásárolt[forrás?]. 1930-ban a segélyezések kapcsán kirobbant botrány miatt letartóztatták. A rendőrség megállapította, hogy a szélhámos bécsi vagyonát nem áll módjában elkobozni. Kiderült, hogy nem magyar állampolgár, nem szabad ellene eljárást folytatni, ezért kiutasították az országból. 1930. május 2-án elhagyta Magyarországot. Furcsa távozása és a személye körüli találgatások máig megkérdőjelezik szerepét.
Bécsben, a steinhofi tébolydában hunyt el 92 éves korában.

## Emlékezete
Füst Milán emlékezése:
„Feinsilber és Conrad: – két csodabogár együtt! – És hogy összekerültek, hogy egymásra találtak! Az egyik talán jó ember is, – mindenesetre utrirozza, hogy ő jó ember…. abból él…. Ő az ország jó embere, a Róbert bácsi, – a merő, csöpögő jóindulat…. A másik talán nem is rossz ember, – de hogy rosszaságát legitimálja, hirdeti, hogy ő rossz ember…. Érdekes lehet a beszélgetésük…. (Mondja, mit húzza maga ki azt a szerencsétlent a Dunából? – Mért nem hagyja maga meghalni azt, aki meg akar halni? Mit erőszakoskodik, mit tolakodik? Mit olyan mumus maga?)”
Füst Milán Negyedik naplófüzet 1922. október 1. – 1923. december 31.
„Harminc esztendő óta vagyok Magyarországon. Ami a vagyonomból megmaradt még, azt felajánlottam az öngyilkosok és a szegénysorba jutott emberek megsegítésére. Folytatom ezt a munkát mindaddig, amíg csak mozogni tudok. A vagyonom ugyan már jórészben elfogyott, de ma már segítenek engem azok az emberek, akiket én mentettem meg, akiket visszaadtam az életnek. A Vásárcsarnokban a kereskedők között akadnak ismerősök, és mindenütt adnak segítséget. úgy érzem az a legnagyobb boldogság, ha enyhíthetek mások szenvedésein. Az élet célja és értelme számomra a JÓTÉKONYSÁG. Ha halálomkor lesz még némi vagyonom, azt is az utolsó fillérig a szegényekre hagyom. Az a kívánságom, ha meghalok, a legegyszerűbb fakoporsóban temessenek, és a gyászszertartáson megtakarított filléreket is adják az éhező, elesett embereknek. Még csak egyet: Nem röstellem, hogy zsidó voltam. Elvégre a tizenkét apostol is zsidó volt.”
Részlet Feinsilber Róbertnek a Magyarság 1929. július 18-ai számában megjelent önéletrajzából.